# Reynolds Building
El edificio Reynolds (en inglés: Reynolds Building) es un rascacielos de 96 metros en Winston-Salem, Carolina del Norte, con 29,171.2 metros cuadrados de espacio. Fue completado en 1929 y tiene 21 plantas. Cuando se completó como sede de R.J. Reynolds Tobacco Company fue el edificio más alto de los Estados Unidos en el sur de Baltimore (Maryland) y ganó un premio nacional de arquitectura. El edificio es bien conocido por ser una inspiración para el mucho más grande Edificio Empire State que fue construido en 1931 en Nueva York. Cada año los empleados del edificio Empire State le envían una tarjeta del día del padre a los empleados del edificio Reynolds en Winston-Salem para rendir homenaje a su papel como precursor del edificio Empire State. El edificio Reynolds fue inscrito en el Registro Nacional de Lugares Históricos el 19 de agosto de 2014.
El edificio fue diseñado, solo como el Empire State, para el propósito de oficinas corporativas con puntos de venta en la primera planta. A Shreve, Lamb and Harmon, los arquitectos encargados del proyecto, se les pidió un edificio que presentara las siguientes características:un edificio conservador, además de atractivo, pero que evite la ostentación. Pero con respecto al resultado estético, un artículo de 1997 del Winston-Salem Journal crítica los elementos arquitectónicos del edificio, ya que los arquitectos no cumplieron con lo que proyectaron inicialmente:los residentes de la ciudad podrían ser perdonados por preguntarse si los arquitectos siguieron la directriz ,porque, el mármol gris-marrón de Missouri, el mármol negro de Bélgica y el mármol de color ante de Francia cubrían las paredes y el suelo. El techo estaba adornado con hojas de oro y las rejas, puertas y marcos de las puertas de los ascensores eran brillantes , de latón brillante. El crac del 29 dañó el negocio de arrendamiento del Edificio Reynolds temporalmente, pero fue más exitoso que otros edificios similares con oficinas en arrendamiento. Su folleto de promoción decía que las plantas 14 y 15 estaban reservadas para doctores y dentistas, pero no pudieron ser arrendadas por estos. La mayoría de las oficinas fueron ocupadas por organizaciones relacionadas con la industria del tábaco, ferrocarriles, compañías de seguros y de abogados.
El 23 de noviembre de 2009 el Winston-Salem Journal informó que Reynolds American,Inc puso el edificio en venta después de reducir los puestos de trabajo y trasladar muchas oficinas al edificio de al lado. Los registros de impuestos del Condado de Forsyth mostraban que el edificio Reynolds tenía un valor de 12.300.000 millones de dólares. El edificio ofrece 22.000 metros cuadrados de espacio de oficinas.
En 2012, la cadena de restaurantes y hoteles Quaintance-Weaver que era dueño de los hoteles Proximity y O.Henry en el cercano Greensboro, estuvieron considerando  convertir el edificio en un hotel de lujo para  viajeros de negocios, pero finalmente esa propuesta fue rechazada.
En marzo de 2013, Reynolds American seleccionó a CBRE para comercializar el edificio, que la empresa tenía intención de vender por 15 millones de dólares.
Con sede en Filadelfia, el PMC Property Group, que renueva edificios históricos, y Hoteles y restaurantes Kimpton con sede en San Francisco compró el edificio Reynolds por 7,8 millones de dólares. Esta compañía quiere que el edificio Reynolds atesore: un hotel boutique, un restaurante y unos apartamentos de lujo.
En agosto de 2014, el edificio Reynolds fue inscrito en el Registro Nacional de Lugares Históricos. El estatus histórico, además de los incentivos fiscales, pueden hacer al edificio más atractivo.